# Salay
Salay est une localité de la province du Misamis oriental, aux Philippines. En 2015, elle compte 28 705 habitants.